# Antonino Denisi
Antonino Denisi (Reggio Calabria, 12 febbraio 1931) è un presbitero e giornalista italiano.

## Biografia
Nasce a Reggio Calabria, primo di cinque figli di Paolo Denisi e Margherita Loddo. Supera la licenza ginnasiale presso il Seminario Arcivescovile di Reggio Calabria, proseguendo il triennio liceale-filosofico presso il Seminario Pontificio Pio XI della stessa città.
Per quanto attiene al corso teologico ha conseguito Licenza e Laurea nelle scienze sacre presso la Pontificia facoltà teologica dell'Italia meridionale San Luigi di Napoli, discutendo la tesi di dottorato su L'opera pastorale di Annibale D'Afflitto. Arcivescovo di Reggio Calabria (1594-1638).
È stato ordinato sacerdote il 21 settembre 1953 nella Cattedrale di Reggio Calabria da Monsignor Giovanni Ferro.

## Attività pastorale
Ha svolto il suo ministero sacerdotale come titolare nella parrocchia di Santo Stefano Protomartire in Santo Stefano in Aspromonte (RC) dal 1955 al 1961. Dal 1961 al 1967 è stato vicario parrocchiale nella parrocchia di San Dionigi in Catona e Rettore della chiesa di Maria SS. del Rosario in Villa San Giovanni. Dal 1990 al 1991 è stato parroco del Tempio della Vittoria-San Giorgio al Corso di Reggio Calabria.
Gran parte del suo ministero è trascorso svolgendo le mansioni di segretario particolare di Monsignor Aurelio Sorrentino, prima a Potenza dal 1967 al 1977, e poi a Reggio Calabria dal 1977 al 1990. Dal 1991 è canonico del Capitolo Metropolitano dell'Arcidiocesi di Reggio Calabria-Bova col titolo di Arcidiacono.

## Attività culturale
Ha associato al ministero pastorale una intensa attività culturale: giornalista dal 1974, dal 2005 è vicepresidente della sezione regionale dell'Ordine per la Calabria. Ha fatto parte del gruppo di Direttori dei Settimanali Diocesani che hanno dato vita al Consis ed all'agenzia SIR (Servizio di Informazione Religiosa) per il sostegno culturale ed organizzativo della stampa cattolica.
È stato, assieme all'arcivescovo Sorrentino, fondatore della rivista di cultura La Chiesa nel tempo, promuovendone la regolare pubblicazione quadrimestrale come Direttore responsabile per un trentennio.
Collaboratore dei quotidiani L'Osservatore Romano, Avvenire e L'Avvenire di Calabria; da anni è curatore della rubrica domenicale Chiesa e società sulla Gazzetta del Sud.
È stato tra i protagonisti del ventunesimo Congresso Eucaristico Nazionale, celebrato a Reggio Calabria nel 1988, ricoprendo l'incarico di segretario e responsabile del servizio stampa. Ha seguito in prima persona la fase preparatoria e della celebrazione, intessendo rapporti ravvicinati con le personalità, civili e religiose, che hanno partecipato all'avvenimento.
È stato docente di Teologia morale presso l'Istituto superiore di scienze religiose di Reggio Calabria: ha insegnato le discipline riguardanti l'Ecumenismo e le Comunicazioni Sociali ai chierici del Seminario maggiore.
Dal 1990 fa parte del Tribunale Ecclesiastico Regionale della Calabria, in qualità di giudice nei procedimenti riguardanti la dichiarazione di nullità delle cause matrimoniali della regione. Nella qualifica di Vicario Giudiziario Diocesano è stato deputato alla funzione di Giudice Delegato nel processo per il riconoscimento dei miracoli che hanno consentito al sacerdote reggino padre Gaetano Catanoso (1879-1963) di essere proclamato beato nel 1987 da papa Giovanni Paolo II, e successivamente canonizzato nel 2005 per opera del magistero di papa Benedetto XVI. È stato altresì Giudice Delegato nell'inchiesta diocesana per la causa di canonizzazione dell'arcivescovo Enrico Montalbetti (1988-1943), procedimento mai arrivato in porto pur non essendo stato ufficialmente interrotto.
È membro della Deputazione di Storia Patria per la Calabria, di cui è anche componente del Direttivo. È stato Direttore diocesano e regionale della Fondazione "Migrantes", collaborando a livello nazionale alle attività della Conferenza Episcopale Italiana (CEI), nel settore della mobilità e della pastorale migratoria. Sempre nella diocesi reggina-bovese è stato responsabile degli Uffici per la pastorale delle Comunicazioni sociali, l'Ecumenismo ed il Dialogo Interreligioso.
È stato, per diverse legislature, componente della Consulta regionale e del Direttivo dei "Calabresi nel Mondo", collaborando alla promozione della cultura e dei prodotti tipici della regione tra gli emigrati, favorendo l'incremento e l'orientamento dell'associazionismo in emigrazione mediante circoli e club che si richiamano alla storia e tradizioni della Calabria.
Nel 2012 ha curato la pubblicazione in due tomi, presso l'editore Laruffa di Reggio Calabria, i diari personali di mons. Aurelio Sorrentino col titolo "Confidenze di un vescovo" e la presentazione del prof. Andrea Riccardi.
Autore di apprezzate ricerche sulla diocesi reggina, pubblicate su riviste ed atti congressuali, nel 1983 ha dato alle stampe il volume L'opera pastorale di Annibale D'Afflitto, edito dalla Goliardica Editrice Universitaria di Roma.

### Alcune pubblicazioni
- Consistenza numerica e formazione intellettuale del clero della Diocesi di Reggio Calabria nella prima metà del '600, in Atti del 30º Congresso Storico Calabrese, Napoli 1963, pp. 364–372;
- Il clero greco nelle Visite Pastorali di Annibale D'Afflitto, arcivescovo di Reggio Calabria, Rivista di studi salernitani 6 (1970), pp. 445–458;
- L'azione pastorale di mons. Annibale D'Afflitto, in Società e Religione in Basilicata, Il Napoli 1977, pp. 331–351;
- Polsi nella stampa cattolica reggina, nel volume S. Maria di Polsi – storia e pietà popolare, Laruffa Editore, Reggio Calabria, 1990;
- Il ministero pastorale di Gaspare del Fosso. Arcivescovo di Reggio Calabria, Atti del Congresso "Gaspare del Fosso e Riforma Cattolica Tridentina in Calabria", Rogliano-Paola-Reggio Calabria, 5-7 dicembre 1992, Laruffa Editore, Reggio Calabria;
- Immigrazione e inculturazione in Calabria, Vivarium, Anno III – n. 1 (1995), pp. 147–155;
- Annibale D'Afflitto. Seconda visita pastorale (1957-1600) – Tomo II – La città. Laruffa Editore, Reggio Calabria, 1997;
- Mons. Antonio M. de Lorenzo. Vescovo di Mileto, Laruffa Editore, Reggio Calabria, 1998;
- Il vescovo meridionale nell'Italia repubblicana (1950-1990) tra storia e memoria (a cura di Antonino Denisi), Rubbettino Editore, Soveria Mannelli (CZ), 1998.
- Emigrazione calabrese. L'esperienza pastorale dell'Arcivescovo Antonio Ciliberti fra gli emigrati calabresi. Fondazione Migrantes, SERVIZIO MIGRANTI 5/05;
- Il settimanale cattolico di Reggio Calabria dal 1862 al 1947, La Chiesa nel tempo, Anno XXVII – 2011 – n. 1;
- La sosta di Paolo a Reggio, La Chiesa nel tempo, Anno XXVII – 2011 – n. 2.

### Fonti
- Annuario 2010, Arcidiocesi di Reggio Calabria-Bova, Officina Grafica s.r.l., Reggio Calabria 2010;
- I giorni dell'unità, a cura di Ninni De Salvo, Edizione Laruffa, Reggio Calabria 1989;
- Intervista a don Antonino Denisi, a cura di Clemons, Reggio Calabria 2012.